# Раскол (альбом)
«Раскол» и «Отбой» — два варианта издания одной записи концерта рок-группы Nautilus Pompilius, прошедшего в ГЦКЗ «Россия» г. Москвы 4 августа 1988 года и изданного в апреле 1994-го. Этот концерт был одним из последних в данном составе: 10 ноября Вячеслав Бутусов впервые распускает группу.
Разница возникла в результате того, что альбомы сводили разные звукорежиссёры (см. Участники).
Фактически «Раскол» стал номерным альбомом, многих его композиций не существует в студийных версиях, а при подготовке издания звукорежиссёр убрал аплодисменты зрительного зала, приблизив тем самым звучание к студийному.
На обложке виниловой пластинки «Отбоя» изображён профиль Вячеслава в виде топографического образования, «мальчик-лето» с лицевой, и «мальчик-зима» с оборотной стороны конверта.
В начале августа 1988 года Nautilus Pompilius дал четыре концерта в ГЦКЗ «Россия», три из которых были зафиксированы на плёнку. Помимо «Отбоя» были сделаны ещё и две видеоверсии: Первая видеоверсия была сделана 1 августа 1988 г. (неофициальное название «Яблоки»), в интернете есть два фрагмента с этого концерта, это песни «Хлоп-хлоп» и «Мой брат Каин»; Вторая видеоверсия была сделана 3 августа и часть записи из семи песен можно увидеть в интернете под названием «Nautilus Pompilius Live».

## Производство
Параллельно с ростом популярности группы к 1988 году в ней начали возникать творческие разногласия: большое количество концертов, коммерческий успех, неблагоприятная обстановка в советском рок-сообществе негативно сказывались на отношениях внутри группы. Дмитрий Умецкий считал, что коллективу необходимо прекратить концертную деятельность, сосредоточившись на создании творческих идей и потенциала, однако его предложение не нашло поддержки среди остальных музыкантов. В начале февраля бас-гитарист предъявил ультиматум: если группа не прекратит концертную деятельность и не переедет в Москву, то он выйдет из состава. Несмотря на его заявление, остальные музыканты проголосовали за продолжение проведения концертов, и в результате Умецкий покинул «Наутилус». Вместо ушедшего Дмитрия Умецкого на бас-гитаре стал играть Виктор Алавацкий — бывший коллега Алексея Хоменко по группе «Слайды».
Для проведения концерта в Химках в качестве бас-гитариста был временно вызван звукорежиссёр Владимир Елизаров. 

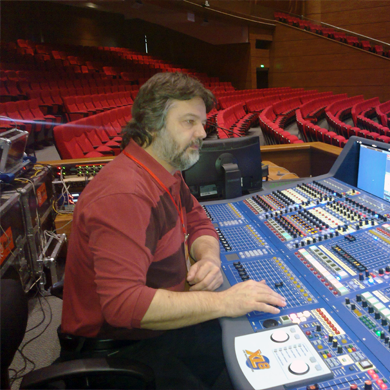
Виктор Алавацкий в 1988 году будет бас-гитаристом «Наутилуса» вплоть до его первого распада, а также станет одним из основателей «Студии НП»

По приглашению лидера «Наутилуса» в июне появился Егор Белкин, который участвовал в коллективе вплоть до его первого распада. Другие музыканты сначала не были согласны с таким решением по включению в состав Егора Белкина. Убедить их Бутусов сумел тогда, когда он объявил, что сам выйдет из «НП». Однако это никак не сказалось на улучшении отношений среди членов «Наутилуса».
Для того, чтобы не было необходимости прекращать гастрольную деятельность, летом 1988 года «НП» записывает концертный альбом «Раскол» («Отбой»). В него вошли песни, созданные после выхода «Разлуки» (1986), и которые по той или иной причине не вошли в «Князя Тишины» (записан в феврале-марте 1988 г., издан в 1989 г.). Студия «Sintez Records», возглавляемая Александром Кутиковым, записала выступление группы на многоканальный магнитофон, но звукооператор Владимир Елизаров остался недоволен сведением. В результате вышло две версии альбома, сведенные Елизаровым и Кутиковым соответственно.

## Список композиций
Авторы всех песен — Вячеслав Бутусов (музыка) и Илья Кормильцев (тексты), кроме указанного особо

### Версия «Раскол»
1. Синоптики (слова — Вячеслав Бутусов) — 4:39
2. Мальчик Зима (слова — Дмитрий Умецкий) — 2:21
3. Бриллиантовые дороги — 5:16
4. Город братской любви — 4:07
5. Падал тёплый снег — 3:08
6. Чужой (слова — Вячеслав Бутусов) — 6:16
7. Ворота, откуда я вышел — 3:35
8. Мой брат Каин — 4:15
9. Отход на Север (слова — Вячеслав Бутусов) — 3:42
10. Новые легионы (Песня в защиту женщин) (слова — Вячеслав Бутусов) — 3:16
11. Bonus track — 8:31

- Переиздавался без бонус-трека в рамках серии «Архив» (DANA Music, 1997)

### Версия «Отбой»
1. Синоптики (слова — Вячеслав Бутусов)  — 4:50
2. Мальчик-Зима (слова — Дмитрий Умецкий) — 2:24
3. Город братской любви — 4:12
4. Новые легионы (слова — Вячеслав Бутусов) — 3:12
5. Падал тёплый снег — 3:09
6. Ворота, откуда я вышел — 3:44
7. Чужой (слова — Вячеслав Бутусов) — 6:05
8. Отход на Север (слова — Вячеслав Бутусов) — 3:45
9. Мой брат Каин — 4:18
10. Бриллиантовые дороги — 5:29

### О композициях
На обоих вариантах представлены песни, исполнявшиеся в концертном туре «Наутилуса» 1988 года и не выпущенные на студийных дисках группы — (1), (2), (6), (7), (8). Композиции (4), (5), (9), (10) были позже записаны в студии в новых аранжировках и выпущены в альбоме «Наугад» в 1990 году.

## Участники записи
- Вячеслав Бутусов — вокал, гитара
- Алексей Могилевский — клавишные, саксофон, бэк-вокал
- Виктор «Пифа» Комаров, Алексей Хоменко — клавишные
- Егор Белкин — гитара
- Виктор Алавацкий — бас
- Владимир «Зема» Назимов — ударные
- Звукорежиссура, сведение версии «Раскол»: Владимир Елизаров.

Версия «Отбой»:
- Звукорежиссура: Александр Кутиков
- Сведение: Александр Кутиков, Владимир Елизаров.

## Приём
Группа "Наутилус Помпилиус" буквально перед омскими гастролями в очередной раз покорила Москву. На её выступления, проходившие в Центральном концертном зале "Россия", просто невозможно было попасть.
Билеты на все четыре дня выступления московской группы «Зодчие» и свердловской «Наутилуса Помпилиуса» на сцене Центрального концертного зала были распроданы в считанные часы.
Альбом «Отбой» Находился в первой тройке хит-парадов осени 1994 года.

## Концерт «Яблоки»
«Яблоки — неофициальное название концерта.
Сет-лист (весь концерт)
1 Синоптики, 2 Бриллиантовые дороги, 3 Город братской любви, 4 Падал тёплый снег, 5 Чужой, 6 Мой брат Каин, 7 Хлоп-хлоп, 8 Скованные одной цепью,
9 Князь Тишины, 10 Взгляд с экрана, 11 Стриптиз, 12 Доктор твоего тела, 13 Я хочу быть с тобой, 14 Казанова, 15 Шар цвета хаки, 16 Последнее письмо

### Издания

#### 1989 год: Кооперативная версия альбома«Отбой» выпущеннаяна аудио-кассете (формат 60 минут),запись концерта из ГЦКЗ«Россия» от 1 августа 1988 года
Сторона А: 1 Синоптики, 2 Бриллиантовые дороги, 3 Город братской любви, 4 Падал тёплый снег, 5 Чужой (без джазовой концовки), 6 Мой брат Каин, 7 Хлоп-хлоп
Сторона Б: 1 Скованные одной цепью, 2 Князь Тишины, 3 Взгляд с экрана, 4 Стриптиз, 5 Доктор твоего тела, 6 Я хочу быть с тобой, 7 Казанова

#### 1994 год: АльбомНи кому ни кабельность(Disk 2. Столицы)
Синоптики, Хлоп-хлоп, Доктор твоего тела, Бриллиантовые дороги